# Sophie Muller
Sophie Luise Elisabeth Muller (Londres, 31 de gener de 1962) és una directora de vídeos musicals britànica que ha dirigit més de 300 vídeos musicals. Va guanyar un premi Grammy per l'àlbum de vídeo Diva d'Annie Lennox de 1992 i un MTV Video Music Award per la cançó de Lennox "Why" del mateix àlbum. El 1993, va rebre un Brit award per "Stay" de Shakespears Sister. Va guanyar un altre premi MTV el 1997 per "Don't Speak" de No Doubt. Muller és una col·laboradora de llarga durada de Sade, Annie Lennox, Gwen Stefani, Sophie Ellis-Bextor, Garbage i Shakespears Sister.
Muller també ha fotografiat campanyes fixes i portades per a àlbums, i ha proporcionat fotografies i direcció artística per a gires de concerts, pel·lícules de concerts i anuncis publicitaris.

## Rerefons
Sophie Muller va néixer a Londres, però va passar els seus primers anys a l'illa de Man. Després d'acabar l'educació secundària, va tornar a Londres per assistir a Central St Martins, obtenint un Foundation Diploma in Art. Allà es va fer amistat amb Sade; totes dues van treballar més tard juntes.
Després de la seva graduació, Muller va anar al Royal College of Art per estudiar el seu màster en cinema i televisió, on va fer "Interlude" i "In Excelsis Deo" (En adoració de Déu). Aquest últim va guanyar el premi J. Walter Thompson a la creativitat.
El seu estil característic de cantant o banda dins d'una habitació fosca va començar amb "I Need a Man" d'Eurythmics, rodat el 1987.

## Carrera
El primer treball de Muller pel cinema professional va ser com a tercera assistent al thriller de terror de 1984 En companyia de llops. Després va treballar a International Film and Video, rebent elogis per les seves habilitats d'edició, producció i direcció.
L'objectiu de Muller era convertir-se en una directora d'èxit per dret propi, i la seva gran oportunitat va arribar a través d'una trobada casual amb John Stewart (germà de Dave Stewart d'Eurythmics) i Billy Poveda d'Oil Factory, una productora cinematogràfica consolidada.
Ha dirigit més de tres-cents vídeos musicals i ha col·laborat durant molt de temps amb Sophie Ellis-Bextor, No Doubt, Shakespears Sister, Garbage, Blur, Annie Lennox i Eurythmics. El seu treball amb Annie Lennox li va permetre guanyar un Grammy per l'àlbum de vídeo Diva. També va guanyar un MTV Video Music Award per l'èxit de Lennox de 1992 "Why", i també va ser nominada als Grammy per l'àlbum de vídeo Savage d'Eurythmics de 1987. En total, Muller ha dirigit més de vint vídeos per a Lennox i Eurythmics i té una llarga col·laboració amb els productors Rob Small (Regne Unit) i Grant Jue (EUA).
El vídeo que va dirigir per a "Stay" de Shakespears Sister va ser parodiat per molts còmics britànics de l'època, inclosos French &amp; Saunders i Mr. Blobby, i va guanyar el brit award i el premi The Music Week Award al millor vídeo a les respectives cerimònies de 1993.
Ha dirigit quinze vídeos per a Sophie Ellis-Bextor, entre ells "Take Me Home", "Murder on the Dancefloor", "Catch You", dues versions de "Music Gets the Best of Me" i "Love Is a Camera".
Muller va dirigir nou vídeos per a No Doubt, així com nou vídeos en solitari per a Gwen Stefani. Quan "Don't Speak" de No Doubt va guanyar el premi al millor vídeo de grup als MTV Video Music Awards de 1997, Stefani li va agrair moltíssim, dient: "M'agradaria dir que Sophie Muller és un geni".
El treball artístic de l'àlbum de 1994 de The Jesus and Mary Chain, Stoned &amp; Dethroned, i els senzills que l'acompanyen, es componen íntegrament de fotografies del vídeo de la cançó del grup "Sometimes Always", que va ser dirigit per Muller. També va dirigir el vídeo de "Come On", que també apareix a l'àlbum.
Muller afirma que la seva única ambició és seguir dirigint segons els seus propis estàndards elevats i no avorrir-se mai. L'any 2004, va dirigir el vídeo socialment conscient de "World on Fire" de Sarah McLachlan, on tots excepte 15 $ del pressupost total de 150.000 $ van ser donats a organitzacions benèfiques. Més recentment, ha dirigit vídeos de Brandon Flowers, Kings of Leon, Mae Muller, Mika, Tom Odell, Shakira, i el vídeo aclamat per la crítica de Dixie Chicks, "Not Ready to Make Nice".